# Inna Rottová
Inna Rottová Mirovská, rozená Želeněcová, pseudonymy Joan Kerr, Inna Rott
 (22. srpna 1935, Leningrad – 27. června 2018, Praha) byla česká spisovatelka, tlumočnice a překladatelka, členka Obce spisovatelů, Klubu autorů literatury faktu a AIEP.

## Život

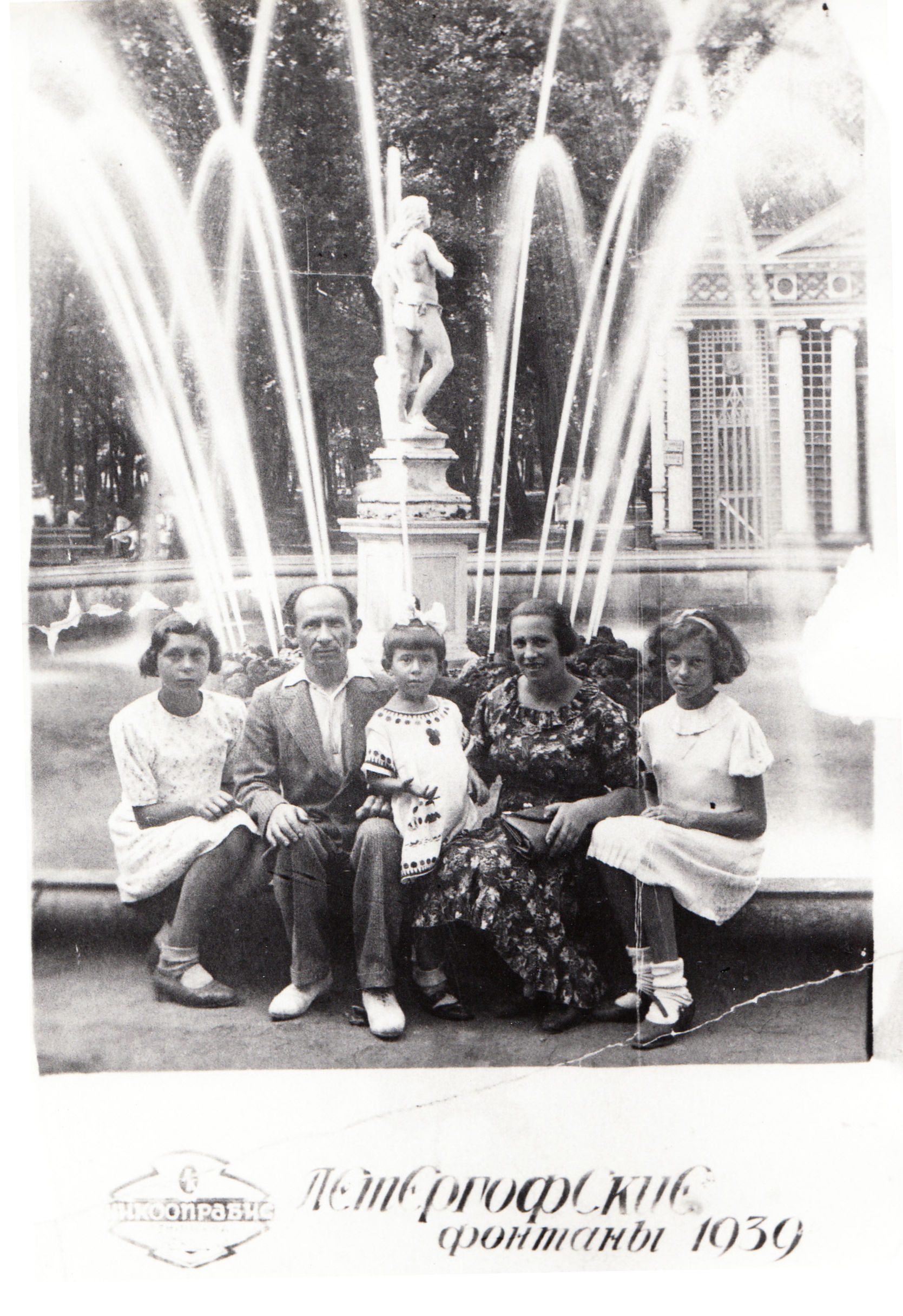
Rodina Želeněcová, sestřenice, otec Samuil, Inna, matka Galina, sestra Tamara, Петергофские фонтаны, Leningrad 1939

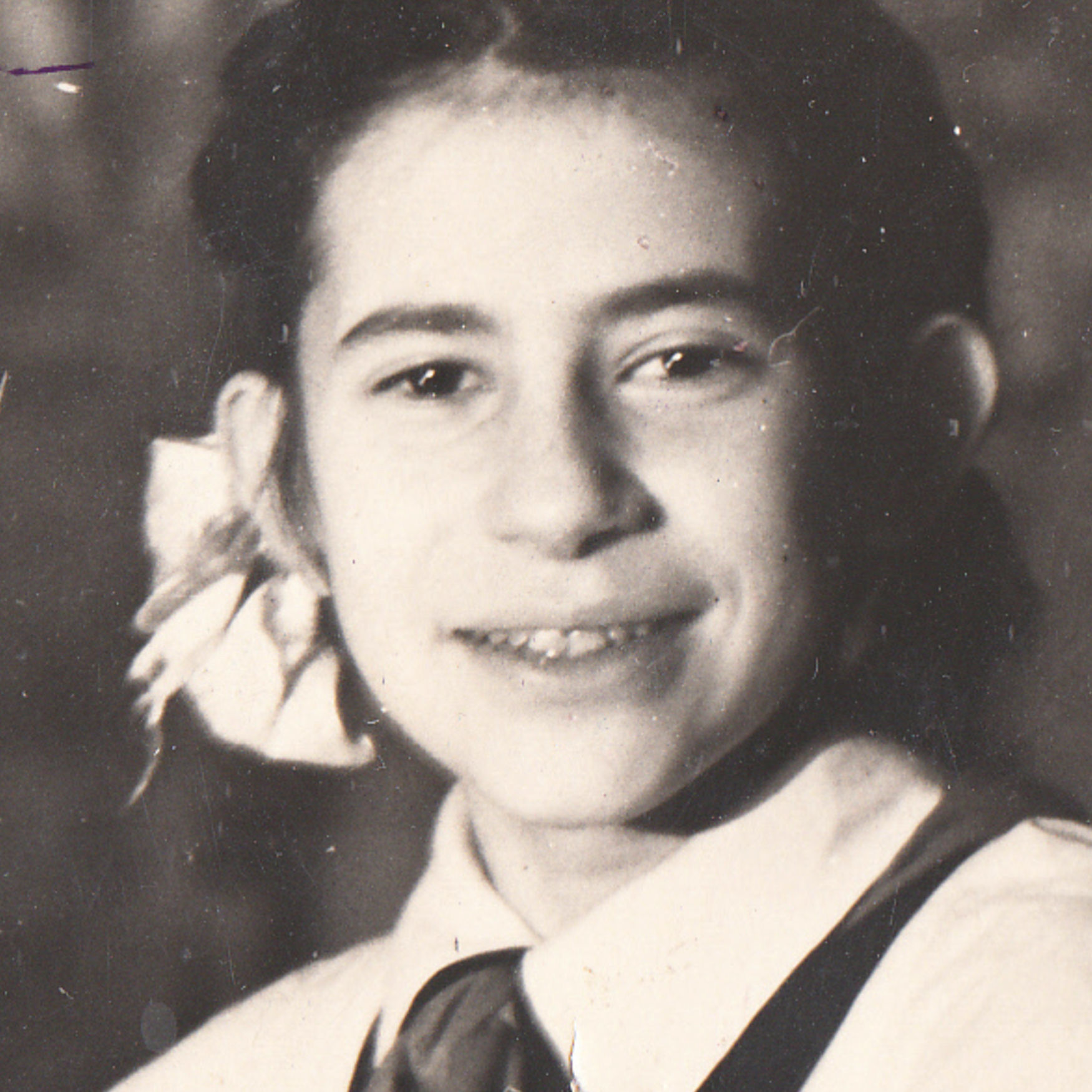
Inna ve čtrnácti letech, Leningrad 1949

Narodila se v Leningradě do židovské rodiny.
Otec Samuil pocházel z Prahy, matka Galina z Varšavy, kde se ve dvacátých letech poznali. Otec se narodil v roce 1900 v židovské rodině v Libni, kam Marie Terezie po prusko-rakouské válce nechala vystěhovat Židy z pražského ghetta. V roce 1906 odešla jeho rodina před antisemitismem, na jih Francie, povzbuzena rehabilitací Alfreda Dreyfuse. Po první světové válce se chtěli vrátit do Československa, ale v prosinci 1918 proběhl pogrom v Holešově. Odjeli tedy do Polska a usadili se v městečku Jadów. Matka Galina pocházela z Varšavy z rodiny rabína. Když se se svobodně smýšlejícím Samuilem seznámili, tak ji ortodoxní rodina, jako nezdárnou, vyhnala. Její otec rabín za ni odsloužil rituální obřad za zemřelou, a „definitivně ji vymazal z paměti rodiny“. V roce 1926 odešli dále do Sovětského svazu, „moderního ráje dělníků a rolníků“, kde je ale okamžitě zatkli jako „narušitele hranic“. Z vězení je dostal matčin bratr, který pracoval v moskevské Komunistické internacionále.
Před dalším pronásledováním se uchýlili do Leningradu, kde jim pomohl matčin dobře situovaný strýc. Koupil pro ně malý pokoj o dvanácti metrech čtverečních v osmipokojovém komunálním bytě.
„V tomto pokoji jsem se narodila já a bydleli jsme zde táta, máma a moje o devět let starší sestra Tamara. Otec pracoval jako švec v obuvnickém družstvu. Navrhoval módní střevíce a dělal boty na zakázku pro dámy papalášů. Začali jsme si tedy prý docela dobře žít.“
– Inna, Praha, 25. března 2017, v rozhovoru s Petrou Verzichovou pro Příběhy 20. století, Post Bellum
V roce 1941 rodinu v Leningradu zastihla válka. Matka s Innou a její o devět let starší sestrou Tamarou zůstaly v obleženém Leningradu, zatímco otec odešel bojovat, zraněn se vrátil, aby v roce 1942 zemřel. Matka a dcery přežily obléhání Leningradu (1941 až 1944), přestály krutou zimu a hlad, několikrát je před smrtí zachránila šťastná náhoda.
„Léky nebyly a tatínek byl raněný, neměl ledvinu a byl starý (dvaačtyřicet let), takže pro něj nebyla pomoc. Maminka pro něj neměla nic než teplou vodu. Nepřetržitě křičel bolestí a navíc byla strašná zima, takže ho maminka přivazovala k posteli, aby neshodil deku. Pak (22. dubna 1942) už to maminka nevydržela, naložila ho na saně, protože byl ještě sníh, a vezla ho do nemocnice. Dlouho se však nevracela, a tak jsme ji šly se sestrou hledat. Našly jsme ji sedět na promrzlých schodech, už neměla sílu jít nahoru.
Táta se jí na těch saních (ještě) zeptal, jestli ho má ještě ráda. Ona řekla, že ano, že ho bude milovat celý život.“
– Inna, Praha, 25. března 2017, v rozhovoru s Petrou Verzichovou

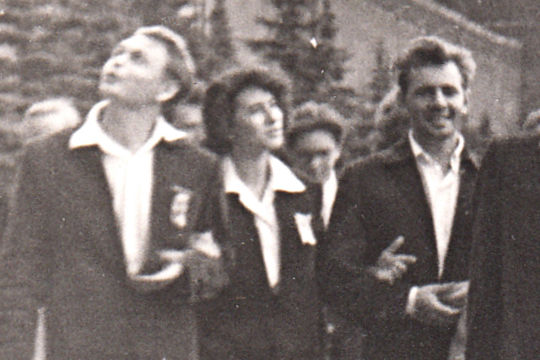
Inna s přáteli na festivalu mládeže v Moskvě, Rudé náměstí 1957

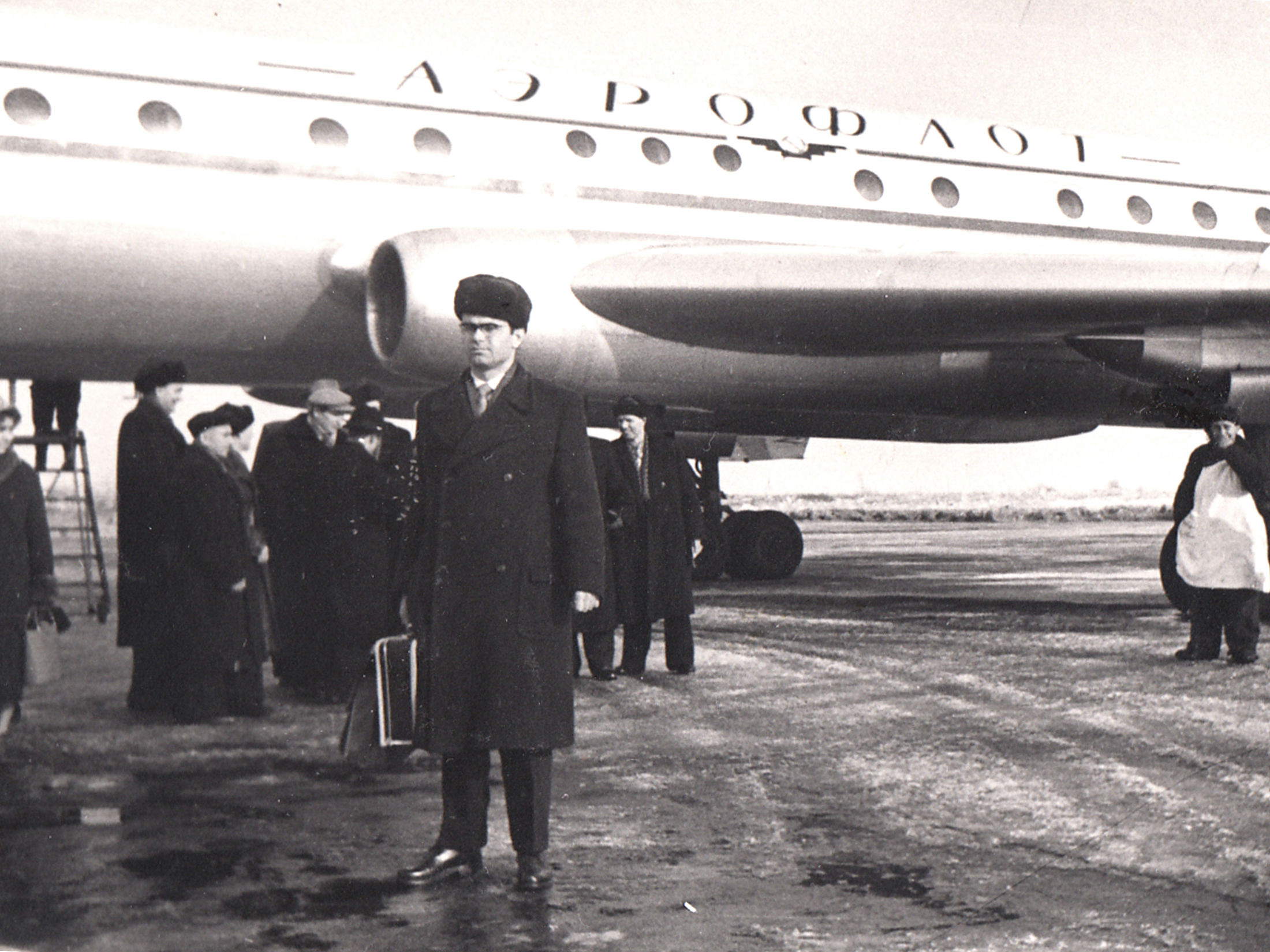
Jaromír, letiště Pulkovo, 1959

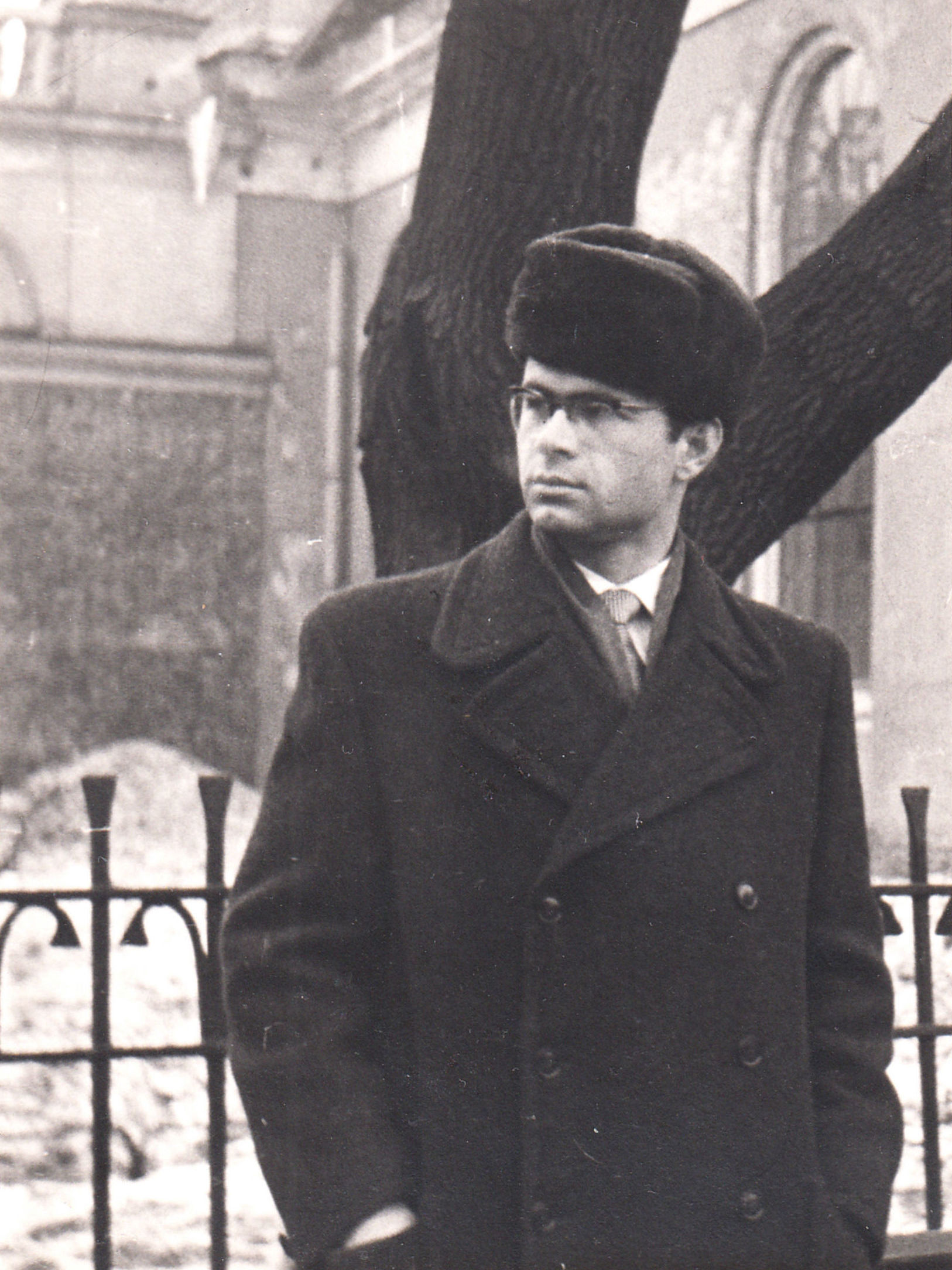
Jaromír, Leningrad 1959

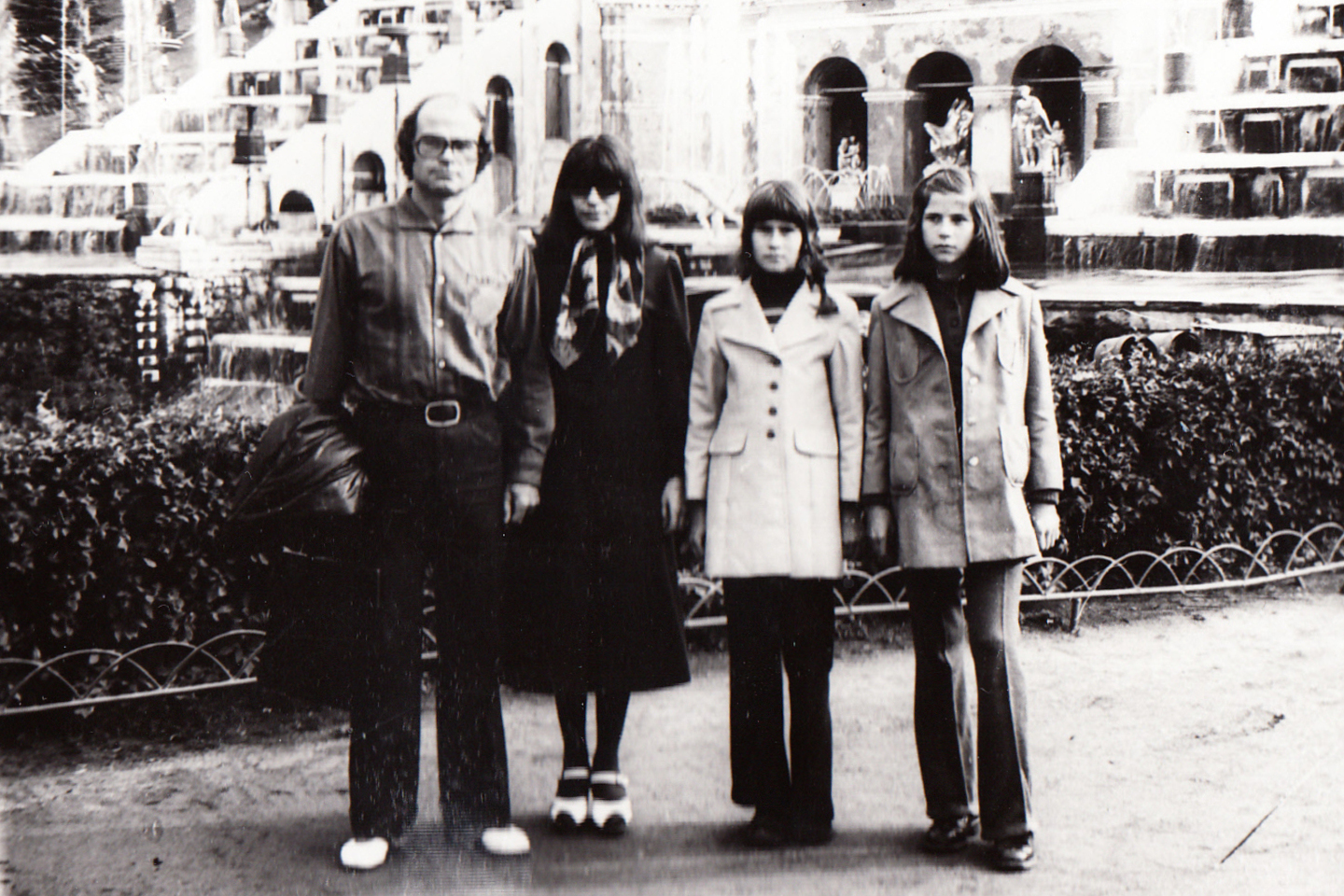
Rodina Mirovských, 60./70. léta

Po krátké známosti se Inna v roce 1960 provdala za českého studenta Jaromíra Mirovského a odstěhovala se s ním do Československa, z manželství pocházejí dvě dcery.
V období Pražského jara sháněla podpisy pro podporu K231, během okupace se kvůli svému občanství s rodinou skrývala.
„Dostala jsem echo, že Sověti sbírají sovětské občany, podobně jako po válce v roce 1945. Měla jsem skutečný strach, a tak jsme se s rodinou na nějakou dobu přestěhovali.“
– Inna, Praha, 25. března 2017, v rozhovoru s Petrou Verzichovou
Za počínající „normalizace“ odmítla dostavit se k politickým prověrkám a vyhodili ji z práce.

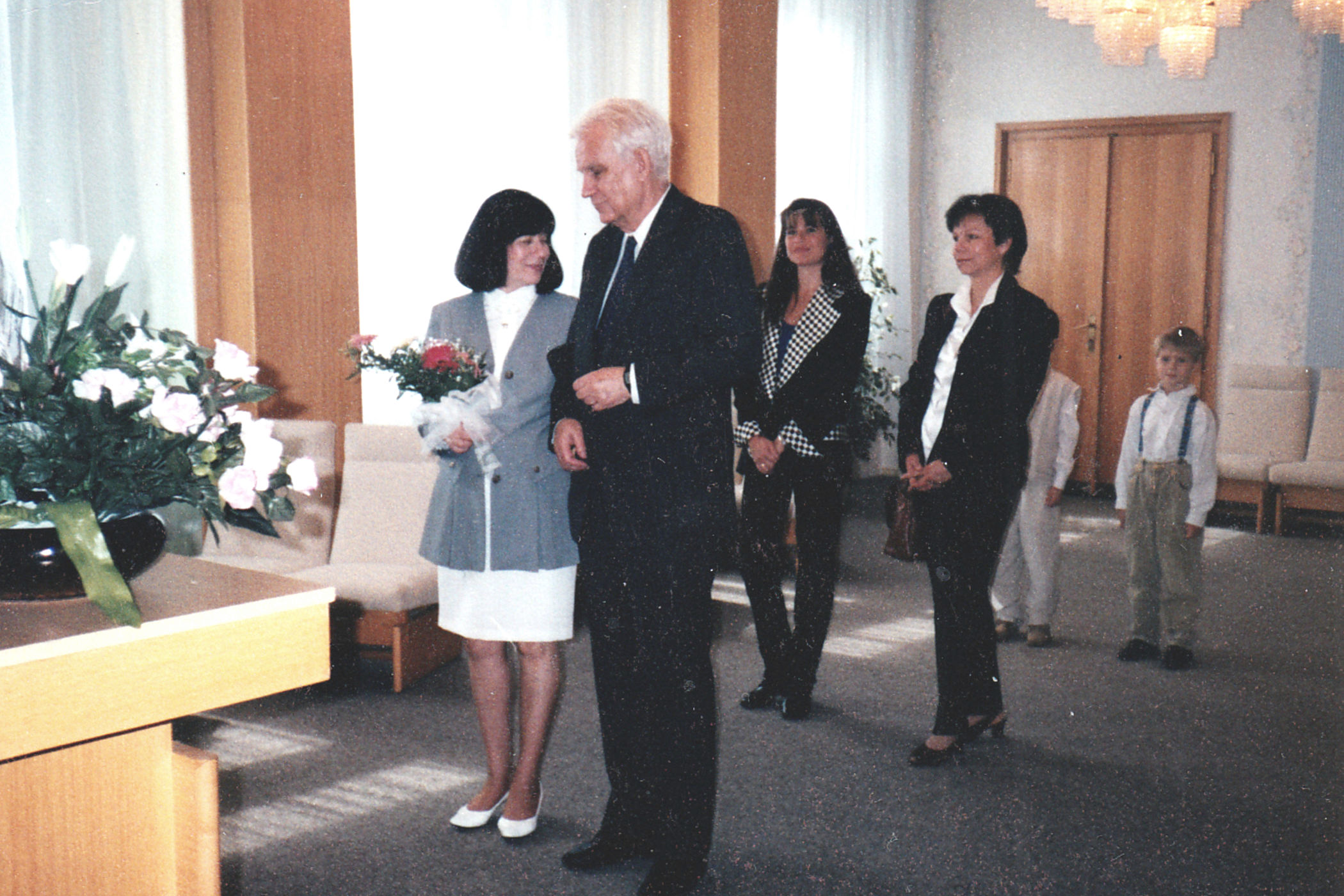
Inna a Jan, svatba, Praha 1998, za nimi vlevo dcera Inny a vpravo dcera Jana, dále vnoučata

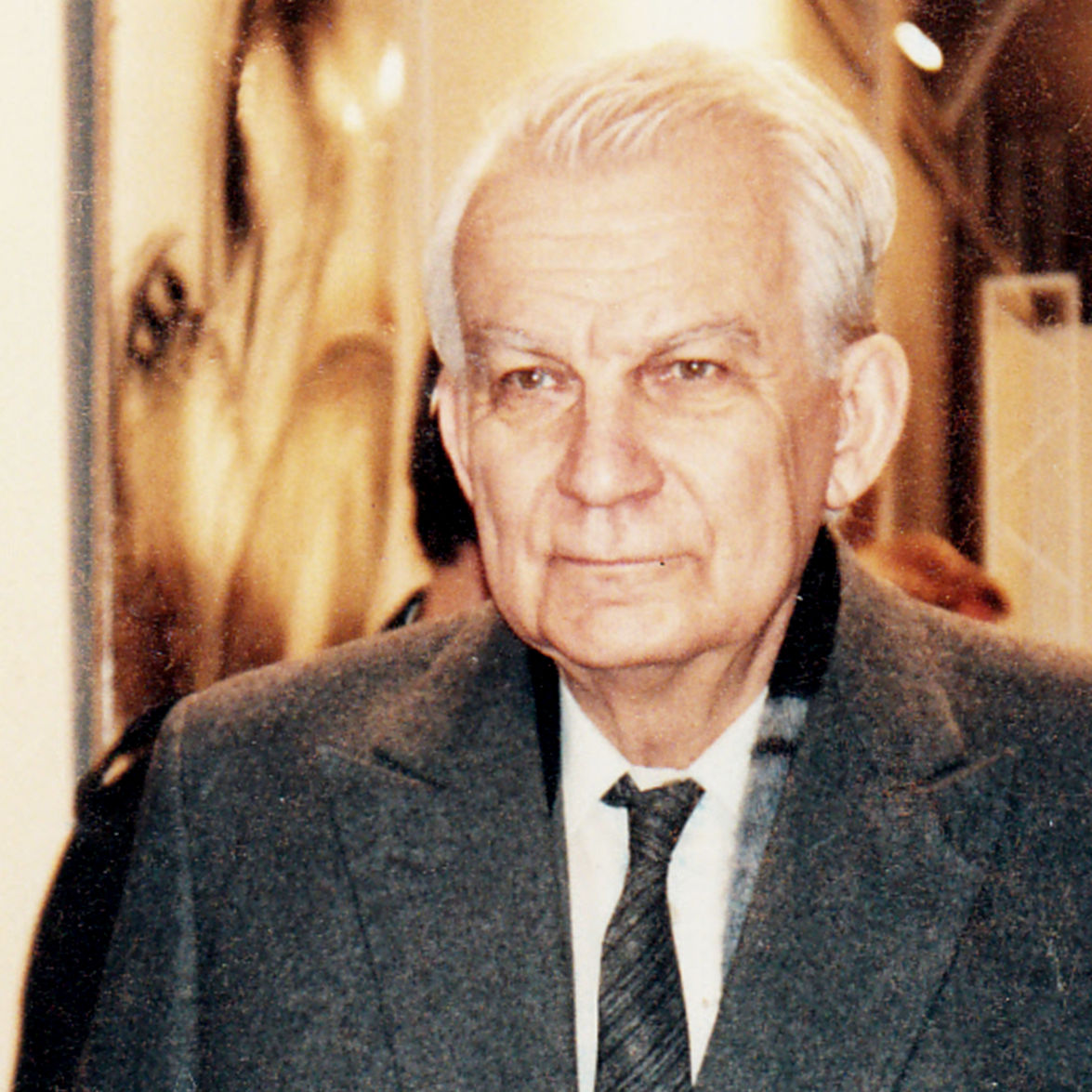
Jan, Praha

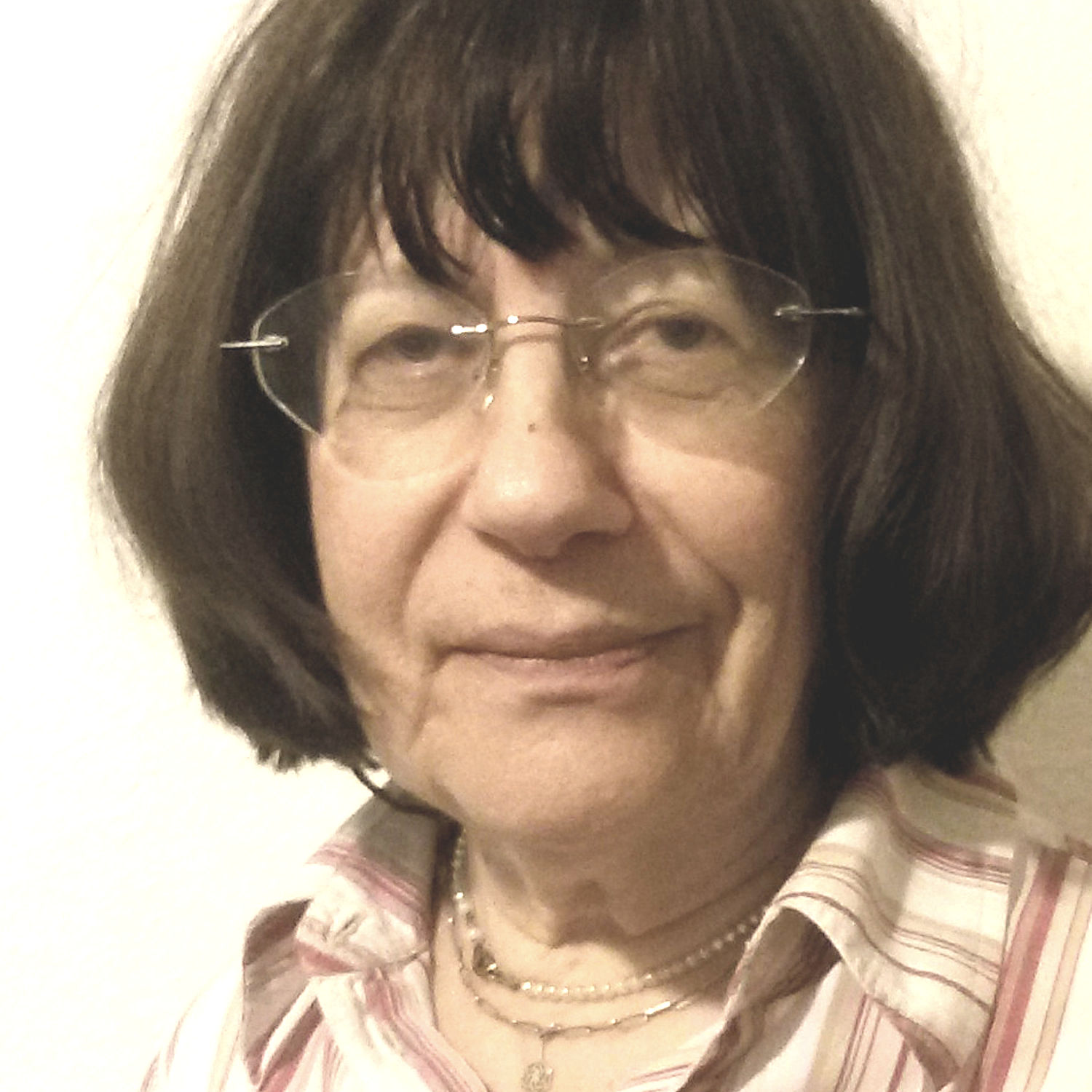
Inna, Praha 2017

V roce 1998 se s Jaromírem rozvedla a provdala za „Jana Vladimíra“ Rotta (Vladimíra Jana, 1922–2000), který v 80. letech konvertoval k židovské víře, syna Vladimíra Jiřího a Rozálie Rottových, kteří zemřeli v emigraci.

### Studium, práce
Po maturitě 1953 v Leningradě vystudovala vysokou školu textilní, obor konstruktérka textilních strojů a získala titul ing. (1959).
V Československu nejprve pracovala ve Výzkumném ústavu pro sdělovací techniku A. S. Popova. Na Karlově univerzitě složila státnice z češtiny. V letech 1963–1971 byla učitelkou odborných předmětů na učňovské škole.
Po vyhazovu z práce (1971) se živila na volné noze jako tlumočnice a překladatelka (do roku 1992).
Publikovala stovky povídek, první 1974 v Ahoj na sobotu, další v časopisech a novinových přílohách Mladý svět, Vlasta, Práce, Stadion, Jedním dechem, Přísně tajné!, Květy, Literární noviny, Čs. sport a dalších, ve sbornících a antologiích.
Mezi její nejznámější knihy patří soubor povídek Šest hodin ve vlaku (1984, 1990, 2006, 2018), román Přivandrovalci (1990) a A na hlavu se snášejí dějiny (2006). Známé jsou také detektivní příběhy s hlavní postavou tchyně majitele detektivní kanceláře Janou Brodskou s poslední knihou Konec milovníka žen (2015).

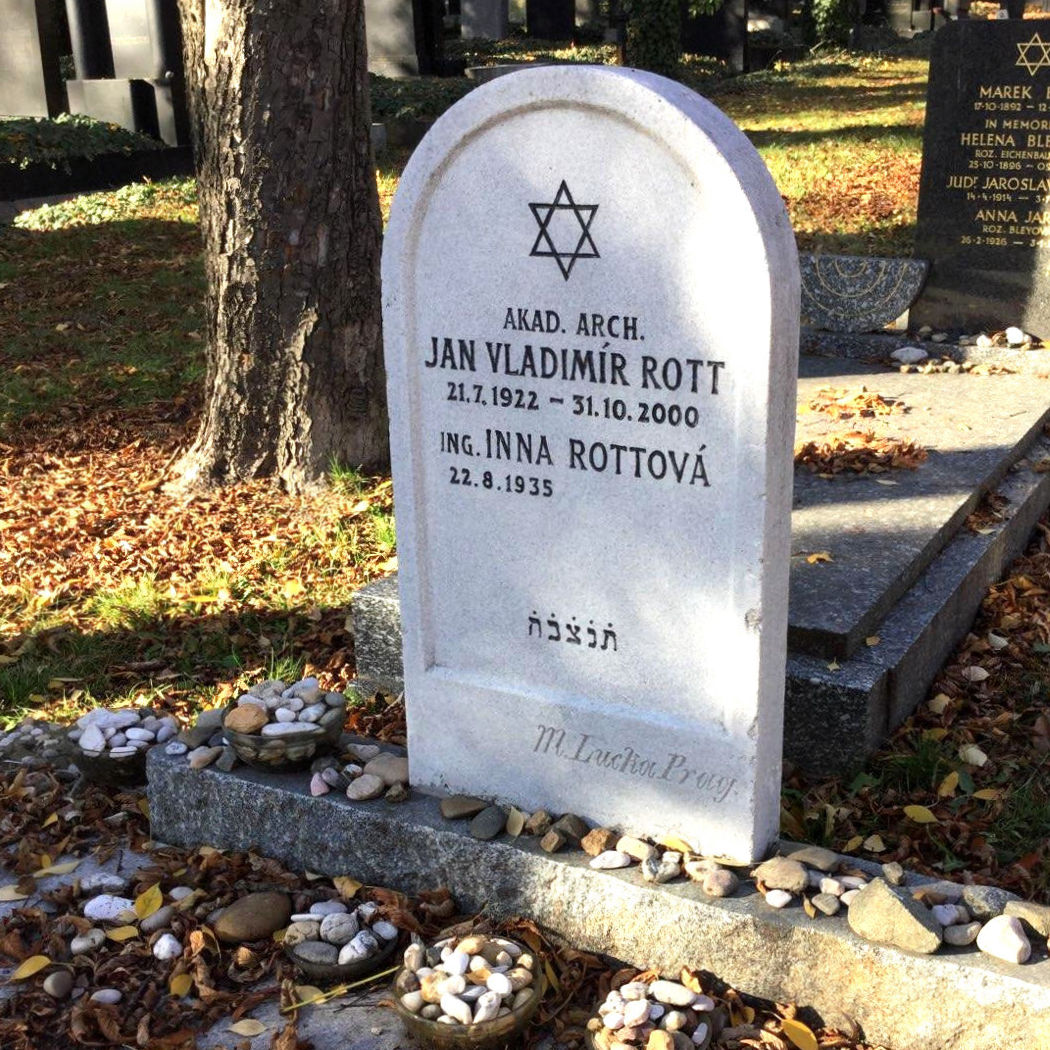
Společný hrob na Novém židovském hřbitově na Olšanech v Praze (foto 2015)

Do roku 1998 psala pod jménem Inna Mirovská, od roku 1998 pod jménem Inna Rottová. Dále pod pseudonymy Joan Kerr, Inna Rott.
Ocenění
- 1999 – Cena Františka Langera, prémie za Zpráva o utajené svatbě
- 2000 – Cena Společnosti Agathy Christie za Návod na vražedné hry
- 2011 – Cena Miroslava Ivanova, čestné uznání[12]

Účast v porotě
- 2008 – Cena Jiřího Marka